# Montelukast
Montelukast, được bán dưới tên thương mại Singulair và các thương hiệu khác, là một loại thuốc được sử dụng trong điều trị hen suyễn. Nó thường ít được dùng hơn để chữa bệnh này so với corticosteroid dạng hít. Nó không hữu ích cho các cơn hen cấp tính. Các ứng dụng khác bao gồm viêm mũi dị ứng và nổi mề đay trong thời gian dài. Nó được uống qua miệng.
Các tác dụng phụ thường gặp bao gồm đau bụng, ho và đau đầu. Tác dụng phụ nghiêm trọng có thể bao gồm phản ứng dị ứng, chẳng hạn như sốc phản vệ và tăng bạch cầu ái toan. Sử dụng trong thai kỳ dường như an toàn. Montelukast thuộc họ thuốc đối kháng thụ thể leukotriene. Nó hoạt động bằng cách ngăn chặn hoạt động của leukotriene D4 trong phổi dẫn đến giảm viêm và thư giãn cơ trơn.
Montelukast đã được chấp thuận cho sử dụng y tế tại Hoa Kỳ vào năm 1998. Nó có sẵn như là một loại thuốc gốc. Tại Hoa Kỳ, chi phí bán buôn cho mỗi liều nhỏ hơn 0,15 USD vào năm 2018. Tại Vương quốc Anh, chi phí NHS khoảng một pound mỗi liều. Năm 2016, đây là loại thuốc được kê đơn nhiều thứ 23 tại Hoa Kỳ, với hơn 25 triệu đơn thuốc.

## Sử dụng trong y tế
Montelukast được sử dụng cho một số tình trạng bao gồm hen suyễn, tập thể dục gây ra co thắt phế quản, viêm mũi dị ứng và nổi mề đay. Nó chủ yếu được sử dụng như một liệu pháp bổ sung ở người lớn ngoài corticosteroid dạng hít, nếu chỉ dùng steroid hít không mang lại hiệu quả mong muốn. Nó cũng được sử dụng để ngăn ngừa phản ứng dị ứng và bùng phát hen suyễn trong quá trình sử dụng immunoglobulin tiêm tĩnh mạch. Nó cũng có thể được sử dụng như một liệu pháp bổ trợ trong điều trị triệu chứng của bệnh mastocytosis.
1. 1 2 3 4 5 6 7 8 9 10 11  "Montelukast Sodium Monograph for Professionals". Drugs.com (bằng tiếng Anh). AHFS. Truy cập ngày 23 tháng 12 năm 2018.
2. 1 2  British national formulary: BNF 76 (ấn bản thứ 76). Pharmaceutical Press. 2018. tr. 269. ISBN 9780857113382.
3. ↑  "NADAC as of 2018-12-19". Centers for Medicare and Medicaid Services (bằng tiếng Anh). Bản gốc lưu trữ ngày 19 tháng 12 năm 2018. Truy cập ngày 22 tháng 12 năm 2018.
4. ↑  "The Top 300 of 2019". clincalc.com. Truy cập ngày 22 tháng 12 năm 2018.
5. ↑  "Montelukast Sodium". The American Society of Health-System Pharmacists. Truy cập ngày 3 tháng 4 năm 2011.
6. ↑  Cardet, J. C; Akin, C; Lee, M. J (2013). "Mastocytosis: Update on pharmacotherapy and future directions". Expert Opinion on Pharmacotherapy. Quyển 14 số 15. tr. 2033–2045. doi:10.1517/14656566.2013.824424. PMC 4362676. PMID 24044484.